# دانشگاه پروجا

لوگو دانشگاه پروجا

دانشگاه علمی پروجا (به ایتالیایی: Università degli Studi di Perugia) دانشگاهی دولتی در پروجا، مرکز اومبریا، است که در سال ۱۳۰۸ میلادی با حمایت پاپ کلمنت پنجم تأسیس شد.